# Michael Gothard
Michael Alan Gothard (Londen, 24 juni 1939 - Hampstead, Londen, 2 december 1992) was een Engels acteur.

## Biografie
Na zijn schoolloopbaan, reisde Gothard door Europa zonder enig idee waar hij terecht zou komen. Hij had verschillende banen, waaronder bouwvakker. Hij woonde een jaar in Parijs, op de Boulevard St. Michel in het Quartier Latin. Hij werkte een periode als model, maar voelde zich nooit comfortabel bij dit werk. Bij zijn terugkeer naar Engeland, op 21-jarige leeftijd, wilde hij acteur worden.
Hij speelde in historische films als The Three Musketeers (1973) en Ivanhoe (1982), maar ook in sciencefictionfilms, zoals Lifeforce (1985). Gothard speelde Emile Leopold Locque in de James Bondfilm For Your Eyes Only (1981).
Hij leed aan een ernstige depressie op het einde van zijn leven en pleegde zelfmoord door ophanging in Hampstead in 1992.